# Wenshui Lu
Wenshui Lu (chiń. 汶水路站) – stacja metra w Szanghaju, na linii 1. Zlokalizowana jest pomiędzy stacjami Pengpu Xincun i Shanghai Maxi Cheng. Została otwarta 28 grudnia 2004.